# Pachymerium monticola
Pachymerium monticola är en mångfotingart som beskrevs av Muralewicz 1926. Pachymerium monticola ingår i släktet Pachymerium och familjen storjordkrypare. Inga underarter finns listade i Catalogue of Life.